# Make Me... (canção de Britney Spears)
"Make Me..." é uma canção da cantora norte-americana Britney Spears, presente em seu nono álbum de estúdio, Glory (2016). Com participação do rapper G-Eazy, a canção foi escrita por ambos em conjunto com Matthew Burns e Joe Janiak e produzida por Burns, com produção vocal de Mischke Butler. Foi lançada como primeiro single do álbum em 15 de julho de 2016, depois de ter sido adiada anteriormente devido a supostas dificuldades técnicas. Descrita como um pop midtempo e uma balada influenciada por R&B "furtivo", a canção fala sobre exigir satisfação sexual.
A canção recebeu avaliações favoráveis dos críticos musicais. Comercialmente, "Make Me..." alcançou o top dez na Hungria e Israel, enquanto atingiu o top 20 no Canadá, França, Escócia e top 40 na Austrália. Nos Estados Unidos, alcançou a 17ª posição da Billboard Hot 100 e o topo da tabela Dance Club Songs. Em 2018, a canção recebeu o certificado de platina da Recording Industry Association of America (RIAA). A primeira versão do videoclipe da canção, dirigida por David LaChapelle, foi descartado. Posteriormente, um novo videoclipe, dirigido por Randee St. Nicholas, foi lançado em 5 de agosto de 2016. "Make Me..." foi promovida através de múltiplas performances televisas, incluindo o MTV Video Music Awards de 2016 e iHeartRadio Music Festival de 2016, além de ter sido adicionada ao repertório da residência de shows de Spears, Britney: Piece of Me.

## Antecedentes
Em março de 2015, Spears disse estar gravando novo material para seu próximo álbum. Inicialmente, foi divulgado que a canção seria lançada em maio de 2016 e que a intérprete a apresentaria nos Billboard Music Awards de 2016, com um disco sendo lançado no mês seguinte. No entanto, devido a supostas dificuldades de produção, o lançamento da canção foi adiado para o verão norte-americano. "Make Me..." foi finalmente lançada em 15 de julho de 2016 para download digital na iTunes Store.

## Vídeo musical
O vídeo musical de "Make Me..." foi dirigido por David LaChapelle, com quem Spears havia trabalhado anteriormente em "Everytime", e suas filmagens tiveram início em 2 de junho de 2016. Contudo, esse clipe foi descartado pois a gravadora de Britney o considerou "sem sentido". Em 7 de agosto um novo clipe foi lançado, dirigido por Randee St. Nicholas. O clipe descartado vazou em 12 de abril de 2019.

## Faixas e formatos
| Download digital |                           |         |  |
| N.º              | Título                    | Duração |  |
| 1.               | "Make Me..." (com G-Eazy) | 3:51    |  |

## Créditos
Todo o processo de elaboração de "Make Me..." atribui os seguintes créditos:
Gravação
- Vocais de Britney Spears gravados nos 158 Studios (Califórnia), West Lake Village (Califórnia) e Studio at the Palms (Las Vegas, Nevada)
- Vocais de G-Eazy gravados nos Sing Sind Recording Studios (Melbourne)
- Mixada nos Larrabee Studios (North Hollywood, Califórnia)
- Masterizada nos The Mastering Place (Nova Iorque)

Publicação
- Publicada pelas seguintes empresas: Britney Spears Music/Universal Music-Z Songs (BMI), Fly Eye Publishing (PRS)/Sony/ATV Music Publishing, Promised Land/Sony/ATV Songs LLC (BMI) e G-Eazy Publishing (ASCAP)
- A participação de G-Eazy é uma cortesia da BPS/RYG/G-Eazy/RCA Records

Produção
| - Britney Spears: composição, vocalista principal - Burns: composição, produção, gravação - Joe Janiak: composição, vocalista de apoio, mixagem - G-Eazy: composição, vocalista participante - Mischke: produção vocal | - Benny Faccone: assistência de produção vocal - Rob Katz: assistência de produção vocal - Aaron Dobos: gravação vocal - Dave Nakajo: assistência de mixagem - Maddox Chimm: assistência de mixagem |

## Desempenho nas tabelas musicais
| Tabela musical (2016)                                  | Melhor posição |
| ------------------------------------------------------ | -------------- |
| Alemanha (Media Control Charts)                        | 71             |
| Austrália (ARIA Charts)                                | 39             |
| Áustria (Ö3 Austria Top 40)                            | 61             |
| Bélgica (Ultratip de Flanders)                         | 44             |
| Bélgica (Ultratip da Valônia)                          | 27             |
| Canadá (Canadian Hot 100)                              | 20             |
| Escócia (The Official Charts Company)                  | 17             |
| Eslováquia (IFPI Slovenská Republika)                  | 52             |
| Espanha (Productores de Música de España)              | 6              |
| Estados Unidos (Billboard Hot 100)                     | 17             |
| Estados Unidos (Pop Songs)                             | 20             |
| Estados Unidos (Adult Pop Songs)                       | 34             |
| Estados Unidos (Hot Dance Club Songs)                  | 1              |
| Finlândia (IFPI Finlândia)                             | 8              |
| França (Syndicat National de l'Édition Phonographique) | 11             |
| Hungria (Magyar Hanglemezkiadók Szövetsége)            | 6              |
| Irlanda (Irish Recorded Music Association)             | 51             |
| Nova Zelândia (NZ Top 10 Heatseekers Singles)          | 3              |
| Reino Unido (UK Singles Chart)                         | 42             |
| Chéquia (IFPI Česká Republika)                         | 51             |
| Suíça (Schweizer Hitparade)                            | 52             |

| País (Empresa)        | Certificação |
| --------------------- | ------------ |
| Canadá (Music Canada) | Ouro         |
| Estados Unidos (RIAA) | Platina      |

## Histórico de lançamento
| País           | Data                | Formato           | Versão(ões) | Gravadora |
| -------------- | ------------------- | ----------------- | ----------- | --------- |
| Mundo          | 15 de julho de 2016 | Download digital  | Oficial     | RCA       |
| Itália         | 15 de julho de 2016 | Rádios mainstream | Oficial     | Sony      |
| Estados Unidos | 19 de julho de 2016 | Rádios mainstream | Oficial     | RCA       |
| Itália         | 27 de julho de 2016 | Rádios mainstream | Solo        | Sony      |